# Phú Thịnh, Yên Bình
Phú Thịnh là một xã cũ thuộc huyện Yên Bình cũ, tỉnh Yên Bái cũ, Việt Nam.

## Địa lý
Xã Phú Thịnh nằm ở phía nam huyện Yên Bình, có vị trí địa lý:
- Phía đông giáp xã Thịnh Hưng
- Phía tây giáp thành phố Yên Bái
- Phía nam giáp tỉnh Phú Thọ
- Phía bắc giáp thị trấn Yên Bình.

Xã Phú Thịnh có diện tích 22,42 km², dân số năm 2019 là 5.260 người, mật độ dân số đạt 235 người/km².

## Lịch sử
Địa bàn xã Phú Thịnh hiện nay trước đây vốn là hai xã Phú Thịnh và Văn Lãng thuộc huyện Yên Bình. Xã Văn Lãng trước đó thuộc huyện Trấn Yên, được chuyển về huyện Yên Bình vào ngày 4 tháng 8 năm 2008.
Năm 1981, huyện lỵ Yên Bình được chuyển từ thị trấn Thác Bà đến xã Phú Thịnh.
Năm 1985, tách một phần diện tích của xã Phú Thịnh để thành lập thị trấn Yên Bình, thị trấn huyện lỵ huyện Yên Bình.
Trước khi sáp nhập, xã Phú Thịnh có diện tích 11,78 km², dân số là 3.110 người, mật độ dân số đạt 264 người/km². Xã Văn Lãng có diện tích 10,64 km², dân số là 2.150 người, mật độ dân số đạt 202 người/km².
Ngày 10 tháng 1 năm 2020, Ủy ban Thường vụ Quốc hội ban hành Nghị quyết số 871/NQ-UBTVQH14 về việc sắp xếp các đơn vị hành chính cấp huyện, cấp xã thuộc tỉnh Yên Bái (nghị quyết có hiệu lực từ ngày 1 tháng 2 năm 2020). Theo đó, sáp nhập toàn bộ diện tích và dân số của xã Văn Lãng vào xã Phú Thịnh.
Ngày 16 tháng 6 năm 2025, Ủy ban Thường vụ Quốc hội ban hành Nghị quyết số 1673/NQ-UBTVQH15 về việc sắp xếp các đơn vị hành chính cấp xã của tỉnh Lào Cai năm 2025. Theo đó, sắp xếp toàn bộ diện tích tự nhiên, quy mô dân số của phường Yên Thịnh và các xã Tân Thịnh (thành phố Yên Bái), Văn Phú, Phú Thịnh thành phường mới có tên gọi là phường Văn Phú.